# 古屋慶隆
古屋 慶隆（ふるや よしたか、1879年12月18日 - 1945年3月10日）は、戦前日本の政治家。岐阜県恵那市出身。古屋家は典型的な地方の名望家であり、慶隆の父・善造も衆議院議員を1期務めた
。

## 来歴・人物
1903年明治大学法律科卒業。大井町議会議員、所得税調査委員を経て1915年第12回衆議院議員総選挙で無所属で立候補し初当選。当選後立憲同志会に入党。その後憲政会、立憲民政党に所属。1928年の第16回衆議院議員総選挙に落選したのを唯一の例外として、1942年の翼賛選挙まで連続9回当選した。加藤高明内閣及び第1次若槻内閣で鉄道参与官を務めたのち、1931年1月民政党総務に就任し、同年4月には第2次若槻内閣の内務政務次官となった。その後民政党を離党し国民同盟の総務を務めたが、国民同盟を離党して民政党に復党。政党解消、大政翼賛会発足後は翼賛議員同盟、翼賛政治会、大日本政治会に所属し、翼賛選挙では翼賛政治体制協議会の推薦を受けて当選。1945年3月10日の東京大空襲で焼夷弾の直撃を受け65歳にて死亡。
古屋の政治家としての業績は高山本線、太多線、明知線及び旧制恵那中学校（現・岐阜県立恵那高等学校）の開設に尽力したことがあげられる。
長男・亨は元自治大臣で、次男・茂は数学者。政治家の古屋圭司は孫。